# 鋼の錬金術師 FULLMETAL ALCHEMIST FINAL BEST
『鋼の錬金術師 FULLMETAL ALCHEMIST FINAL BEST』（はがねのれんきんじゅつしフルメタルアルケミスト・ファイナル・ベスト）は、日本のオムニバスアルバムである。2010年7月28日発売。

## 概要
アニメ『鋼の錬金術師 FULLMETAL ALCHEMIST』の主題歌を集めたコンピレーションCD。
特典は、キャラクターデザインを担当した菅野宏紀の描き下ろしの特製三方背BOXとデジパック、ブックレット、ピンナップ、OP・EDのノンクレジット映像、アニメを再構築したアニメクリップ映像を収録したDVDが付属。
期間限定生産盤のため、2011年1月末日をもって廃盤となった。
オリコンの週間アルバムチャートでは3週連続TOP10入りし、また発売3週目で累計売上10万枚を超えた。

## 収録曲
1. again / YUI
（作詞・作曲：YUI 編曲：近藤ひさし）
2. 嘘 / シド
（作詞：マオ 作曲：ゆうや 編曲：シド・西平彰）
3. ホログラム / NICO Touches the Walls
（作詞・作曲：光村龍哉　編曲：亀田誠治・NICO Touches the Walls）
4. LET IT OUT  / 福原美穂
（作詞：福原美穂／作曲：福原美穂、山口寛雄／編曲：安原兵衛）
5. ゴールデンタイムラバー / スキマスイッチ
（作詞・作曲・編曲：スキマスイッチ）
6. つないだ手 / Lil'B
（作詞：AILA / 作曲・編曲：黒光雄輝）
7. Period / CHEMISTRY
（作詞：川畑要　作曲：Jonas Myrin、Peter Kvint、江上浩太郎　編曲：板垣祐介）
8. 瞬間センチメンタル / SCANDAL
（作詞：SCANDAL・小林夏海　作曲：田鹿祐一　編曲：川口圭太）
9. レイン / シド
（作詞：マオ、作曲：ゆうや、編曲：シド・西平彰）
10. RAY OF LIGHT / 中川翔子
（作詞：中川翔子、作曲：鈴木健太朗・木村篤史、編曲：島田昌典）
11. ドラマ / シド
（作詞：マオ　作曲：御恵明希）

### DVD収録内容
1. again / YUI
2. 嘘 / シド
3. ホログラム / NICO Touches the Walls
4. LET IT OUT / 福原美穂
5. ゴールデンタイムラバー / スキマスイッチ
6. つないだ手 / Lil'B
7. Period / CHEMISTRY
8. 瞬間センチメンタル / SCANDAL
9. レイン / シド
10. RAY OF LIGHT / 中川翔子
11. レイン（アニメクリップ版） / シド
12. RAY OF LIGHT（アニメクリップ版） / 中川翔子
13. LET IT OUT（アニメクリップ版） / 福原美穂